# 内海大輔
内海 大輔（うつみ だいすけ、1992年10月17日 - ）は、日本の俳優。

## 来歴
2009年に開催された第22回ジュノンスーパーボーイコンテストでファイナリスト12人に選出される。
MAXIM カフェメニュー賞受賞。2010年、MAXIM Caf'e menuキャンペーンボーイとして活動する。
2015年3月4日にスペースクラフト・エンタテインメントを退社。
2017年5月5日からは、橋本汰斗、白水萌生、山下銀次と、ダンスボーカルグループFIZZYPOPのメインボーカルとして活動。
2018年4月ぐあんばーる入所
2020年8月30日FIZZYPOP解散。
2020年8月ぐあんばーる退社。
現在はソロダンスボーカルとしてアーティスト活動を中心に舞台、ミュージカルにも出演をしている。

## 出演

### 舞台
- 少年ハリウッド（2011年4月14日 - 24日） -  大咲香 役
  - 少年ハリウッド〜僕らのオレンジにまた逢いたい〜（2012年2月29日 - 3月25日）
- ミュージカル・テニスの王子様2ndシーズン - 佐伯虎次郎 役
  - 青学vs六角（2011年12月17日 - 2012年2月12日）
  - 青学vs立海（2012年7月13日 - 9月23日）
  - 青学vs比嘉（2012年12月20日 - 2013年2月17日）
- 合唱ブラボー!（2012年4月8日） - レオナルド・ヤング王子 役（ゲスト出演）
- WBB vol.2（2012年4月25日 - 5月6日） - プレイスター：道ノ尾和秀 役
- The ghost≠You-Re:i（2012年11月24日） - 本人 役（ゲスト出演）
- ミュージカル「4BLOCKS」（2015年4月、サンシャイン劇場）
- バグズグバリュー ～やっぱり?BUGs de SHOW !!!～（2015年6月、銀座博品館）
- レイと天使の住む数字（2016年11月、シアターグリーン BIG TREE THEATER）
- ILLUMINUS Debut Stage『ジュブナイル』（2017年1月、シアター1010）
- 劇団TEAM-ODAC第23回本公演『僕らのピンク スパイダー』（2017年3月、紀伊國屋ホール）
- 超!脱獄歌劇『ナンバカ』（2017年9月、Zepp ブルーシアター六本木） - 四桜犬士郎 役
- 舞台TipTap「SUICIDE PARTY」（2018年3月、すみだパークスタジオ倉）
- ミュージカル「Nostalgic Wonderland♪～song & dance show 2019～」（2019年、恵比寿ガーデンホール）
- レジスタンスイレブン～未知なる敵からの卒業～（2021年3月、R'sアートコート）
- ミュージカル『アンコール』（2021年4月、萬劇場）- MAKOTO 役
- 舞台『リライト』（2021年7月、中目黒キンケロ・シアター）- 西太一 役
- 劇団オモテナシ公演舞台「シンデレラ～Fairy’s 12 o’clock bell～」（2021年9月17日 - 26日） - シャア 役
- ミュージカルクリスマスキャロル2022 (2022年12月7日〜12月13日 東京キネマ倶楽部 ) - 青年スクルージ役
- ミュージカル『リフレインする君の声 〜encore2023〜』(2023年1月19日〜1月21日 立行会ホール)
- 青春舞台「1518」(6月21日〜6月25日　新宿・シアターサンモール ) - 山崎克己役
- 舞台『あねさきの風 〜学び直しで立ち直った不良たちと学校の物語〜』（2024年3月14日 - 17日、俳優座劇場）[1] - 新田真一郎役
- ミュージカル『四月は君の嘘』（2025年8月23日 - 10月15日、昭和女子大学人見記念講堂 他） - 相座武士 役[2][3]

### ライブ
- FIZZYPOP 1st ワンマンライブ「Future is in Our Hands」（2017年12月20日、東京・渋谷WWW）
- FIZZYPOP 2nd ワンマンライブ「Take off to the SKY」（2018年12月19日・20日、東京・渋谷WWWX）
- FIZZYPOP 3rd ワンマンライブ「Our parade」（2019年12月5日、東京・渋谷WWWX）
- Daisuke Utsumi Birthday Live ''The best show 2022''(10月22日、Roppogi unravel tokyo)
- "DARK AND LIGHT" 〜Birthday one man live 2023〜(10月21日、Roppogi unravel tokyo)
- " To give a presentation " ～ One man live 2024 ～(2024年4月27日、Roppongi unratel tokyo)

### テレビドラマ
- CODE1515（2020年5月11日 - 9月28日、BSフジ） - 久地浦一 役